# Joseph Boakai
Joseph Boakai (ur. 30 listopada 1944 w Worsonga) – liberyjski polityk, w latach 1983–1985 minister rolnictwa, w latach 2006–2018 wiceprezydent Liberii, od 2024 prezydent kraju.

## Życiorys
Boakai urodził się 30 listopada 1944 w Worsondze, w hrabstwie Lofa; jego rodzice byli niepiśmienni. Jest diakonem Kościoła baptystów. Uczęszczał do szkoły podstawowej oraz liceum w Sierra Leone oraz Liberii nim uzyskał tytuł licencjata administracji biznesu na University of Liberia w 1972 roku, a następnie kontynuował naukę na Kansas State University, kończąc go w 1976 roku.
Boakai pracował zarówno w prywatnym, jak i publicznym sektorze. W latach 70. XX wieku pracował dla Libera Produce Marketing Corporation. W latach 1983–1985 pełnił funkcję ministra rolnictwa w rządzie prezydenta Samuela Doe’ego, równocześnie zasiadając w radzie nadzorczej Africa Rice Center. Później pracował jako konsultant Banku Światowego w Waszyngtonie, gdzie założył firmę zajmującą się sprzętem i doradztwem rolniczym. Był także prezesem rady Liberia Wood Management Corporation oraz Liberia Petroleum Refining Company.
W listopadzie 2023 roku wygrał wybory prezydenckie, pokonując dotychczasowego prezydenta George’a Weaha. 22 stycznia 2024 objął urząd prezydenta Liberii.